# لنس گروس
لنس گروس (انگلیسی: Lance Gross؛ زادهٔ ۸ ژوئیهٔ ۱۹۸۱) یک هنرپیشه، مدل، و عکاس اهل ایالات متحده آمریکا است. وی از سال ۲۰۰۶ میلادی تاکنون مشغول فعالیت بوده‌است.
او در فیلم عروسی خانوادگی ما بازی کرده است.